# Biancavilla
Biancavilla é uma comuna italiana da região da Sicília, província de Catania, com cerca de 21.846 habitantes. Estende-se por uma área de 70 km², tendo uma densidade populacional de 312 hab/km². Faz fronteira com Adrano, Belpasso, Bronte, Castiglione di Sicilia, Centuripe (EN), Maletto, Nicolosi, Paternò, Ragalna, Randazzo, Sant'Alfio, Santa Maria di Licodia, Zafferana Etnea.

## Demografia
| Variação demográfica do município entre 1861 e 2011                               |
|                                                                                   |
| Fonte: Istituto Nazionale di Statistica (ISTAT) - Elaboração gráfica da Wikipedia |